# آره کلینگا
آره کلینگا (فنلاندی: Aarre Klinga; ۲۸ مارس ۱۹۳۰ – نامشخص) بازیکن فوتبال اهل فنلاند بود.
وی همچنین در تیم ملی فوتبال فنلاند بازی کرده‌است.